# Chapelle du suisse de Clefcy
La chapelle du Suisse de Clefcy est une chapelle située à Ban-sur-Meurthe-Clefcy dans le département des Vosges en région Grand Est.

## Situation
Le monument, situé à 605 mètres d'altitude au bord d'un chemin forestier, est à l'écart du village et offre des panoramas sur la Meurthe, la Petite Meurthe et les coteaux d'Anould.

## Historique
Jean-Joseph Vincent, suisse de la paroisse de Fraize et né en 1811, construit la chapelle en 1865 pour marquer sa dévotion à Notre-Dame.

Une inscription sur l'édification de la chapelle est gravée sur une plaque de grès rose :

« CI DEVANT GIST

BÉNIE PAR M. TOUSSAINT, CURÉ DE FRAIZE

LE 7 JUIN 1863

CETTE CHAPELLE A ÉTÉ FAITE

PAR J. J. VINCENT LE 13 MARS 18.. »

La chapelle fut ensuite vendue en 1974 au Syndicat d'initiative et comité des promenades de Fraize et resta la propriété de l'office de tourisme de Fraize, la cédant alors à la commune.

## Description
L'autel présente une statue et un tableau copié de Murillo.

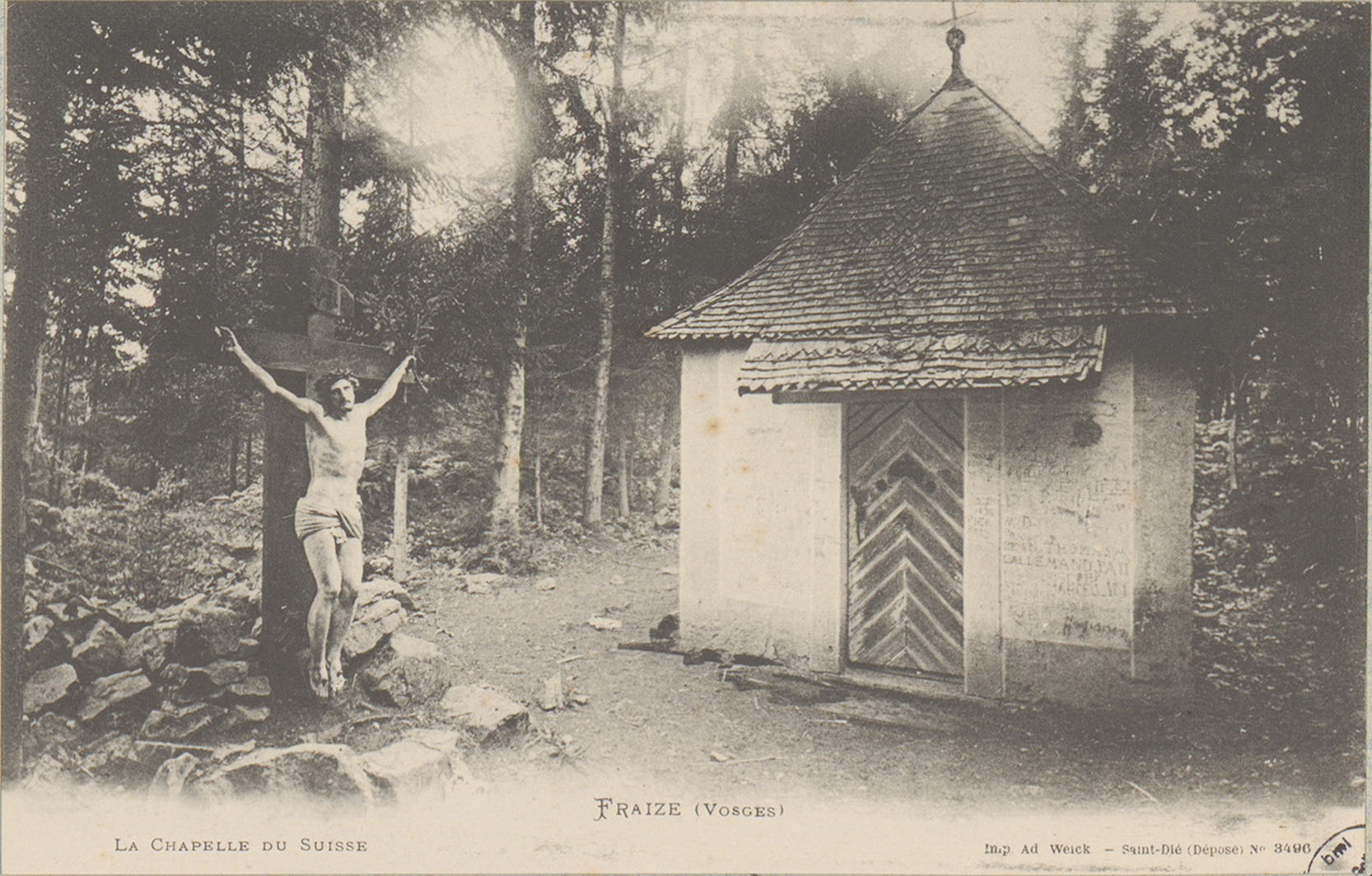
La chapelle du suisse (carte postale Adolphe Weick.).
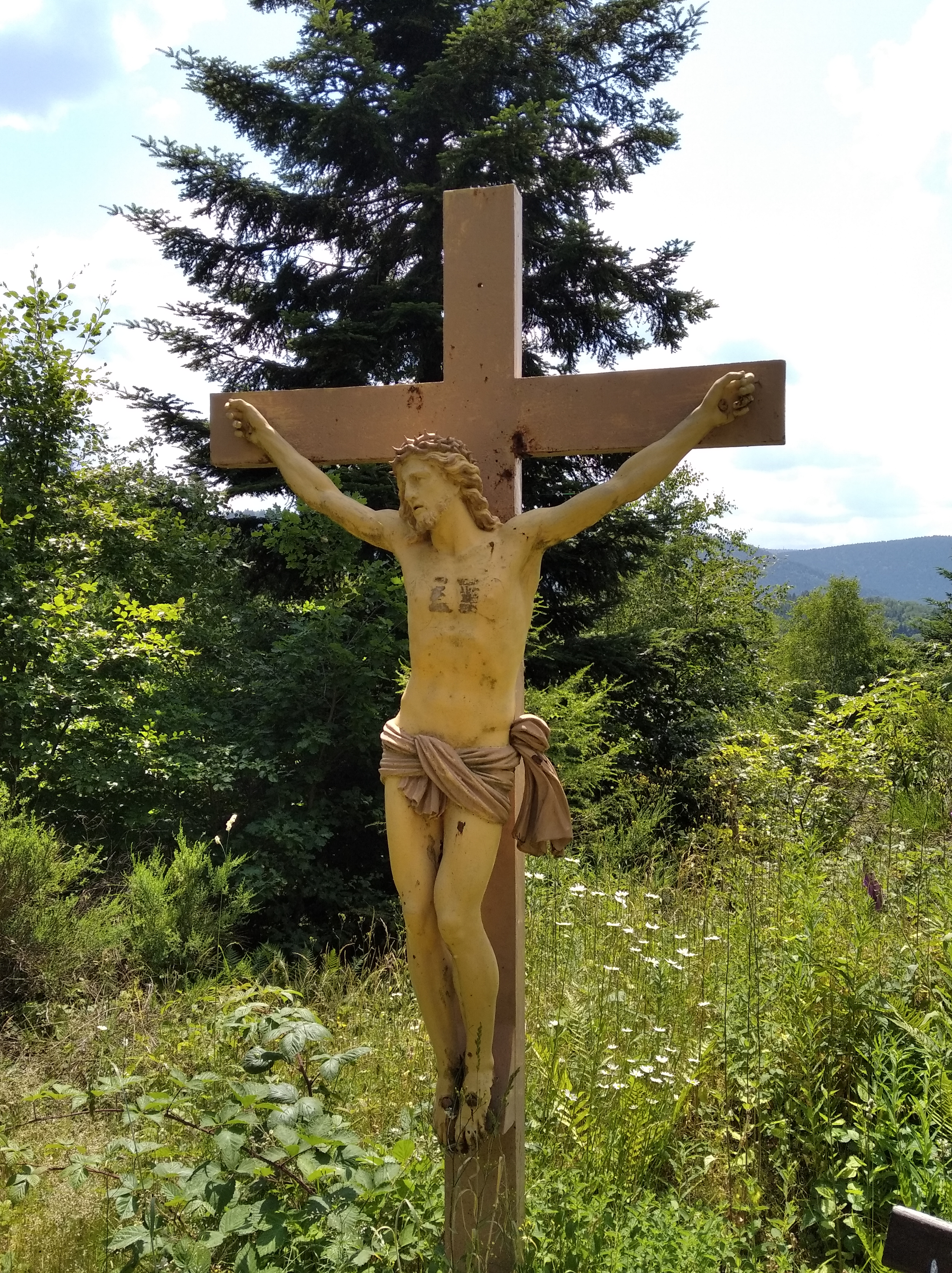
Calvaire.
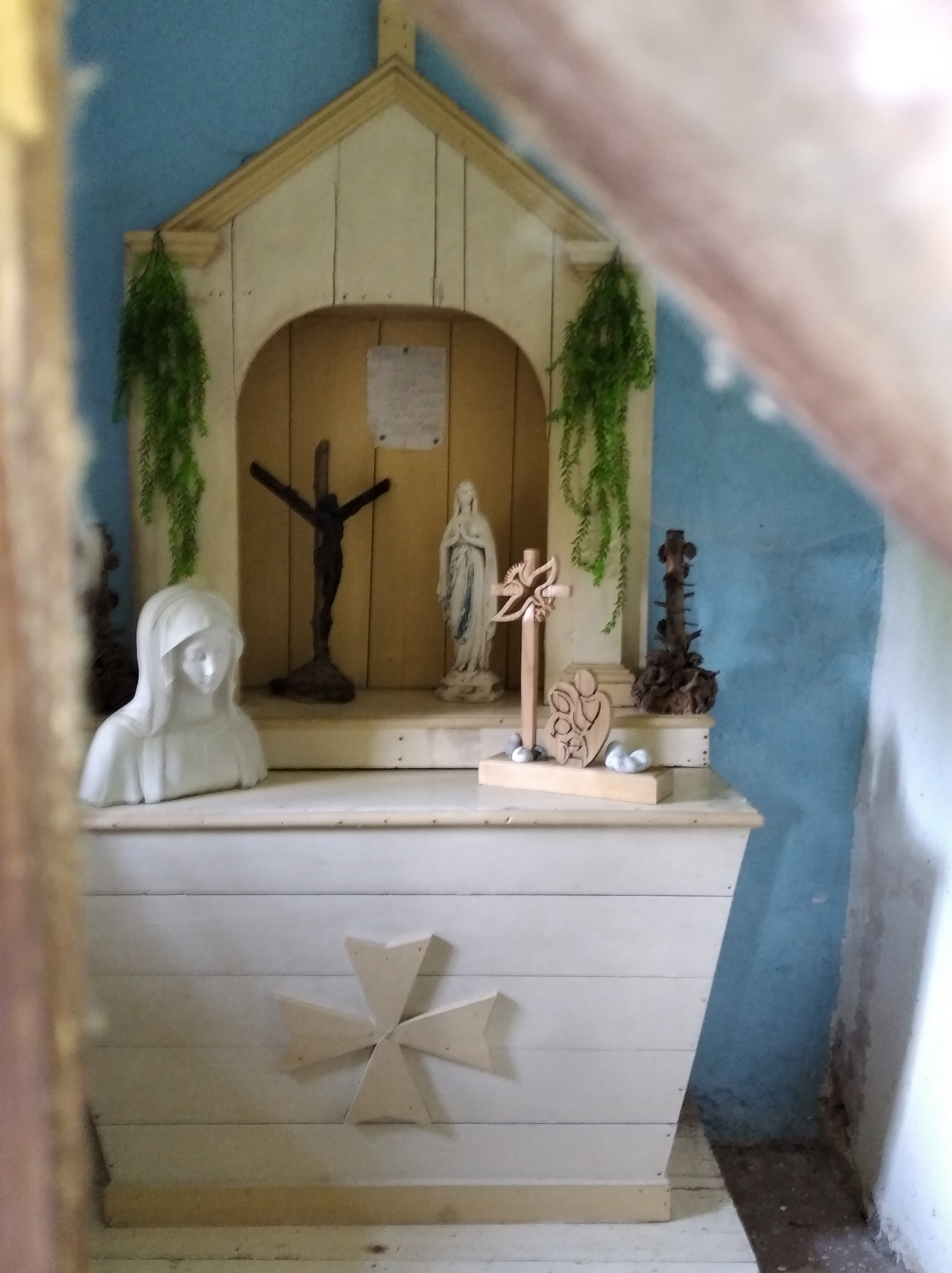
Intérieur et autel.

## Valorisation du patrimoine
Dans le cadre de la Fédération Française des sports populaires, l’association touristique en Haute-Meurthe (ATEHM) a créé un parcours pédestre reliant Fraize à la roche de Rovemont (758 m d'altitude) qui passe par la chapelle. Des bancs publics sont également aménagés pour profiter du cadre du site. 